# Karel Janeček
Pour les articles homonymes, voir Janeček.
Karel Janeček, né le 20 février 1903 à Częstochowa en Pologne et mort le 4 janvier 1974 à Prague, est un compositeur et théoricien tchèque.

## Biographie
Karel Janeček passe son enfance à Kiev, puis il fait ses études secondaires dans une école industrielle. Il se rend ensuite à Prague où il prend des cours de composition auprès de Jaroslav Křička et Vítězslav Novák de 1924 à 1927. De 1929 à 1941, il est enseignant à l'école de musique de Pilsen, puis il est professeur de composition au Conservatoire de Prague de 1941 à 1946 puis à l'Académie de musique.
Dans ses premières œuvres, il adopte un style nationaliste traditionnel. Il emploie occasionnellement un système dodécaphonique personnel.

## Œuvres

### Musique symphonique
- Ouverture (1926-1927) ;
- Symphonie no 1 (1935-1940) ;
- Symphonie no 2 (1954-1955) ;
- Lénine, triptyque symphonique (1953) ;
- Légende de Prague (1956), ouverture pour orchestre à cordes ;
- Sinfonietta (1967) ;
- Grand Symposium (1967), pour quinze solistes.

### Musique de chambre
- Quatuor à cordes no 1 (1924) ;
- Quatuor à cordes no 2 (1927) ;
- Quatuor à cordes no 3 (1934) ;
- Divertimento (1925-1926), pour huit instruments ;
- Trio à cordes (1930) ;
- Trio pour flûte, clarinette et basson (1931) ;
- Duo pour violon et alto (1938) ;
- Sonate pour violon et piano (1939) ;
- Divertimento (1949) pour hautbois, clarinette et basson ;
- Sonate pour violoncelle et piano (1958) ;
- Petit Symposium (1959), suite de chambre pour flûte, clarinette, basson et piano ;
- Duo pour violon et violoncelle (1960) ;
- Ouverture de chambre (1960), pour nonet ;
- Quatuor pour flûte, hautbois, clarinette et basson (1966).

### Musique pour piano
- Broutilles et Abréviations (1926) ;
- Tema con variazioni (1942), inspiré de la tragédfie du village de Lidice, détruit par les nazis[1] ;

### Musique chorale
Il écrit plusieurs œuvres chorales dont :
- À ceux qui sont tombés (1950-1951) ;
- Aux vivants (1951) ;
- Mon rêve (1972).

### Mélodies
Il écrit de nombreuses mélodies.